# RahXephon
RahXephon (ラーゼフォン?, Rāzefon) è un anime di fantascienza scritto e diretto nel 2002 da Yutaka Izubuchi, avente per protagonista il giovane Ayato Kamina, abile nel controllare un potentissimo mecha conosciuto come RahXephon, e alla costante ricerca di un ruolo nel mondo che lo circonda. Esiste anche una versione a fumetti (manga) parzialmente diversa dall'anime composta da tre volumi.

## Generalità

Copertina italiana del 2° volume

La serie televisiva, realizzata dallo studio Bones, è composta da ventisei episodi. È stato realizzato anche un film, in parte montato con scene tratte dalla serie, in parte con sequenze originali, che sintetizza la storia. L'anime è stato acquistato in Italia dalla Shin Vision, anche se la pubblicazione dei DVD, cominciata nel gennaio 2005, si è fermata dopo due dischi (su un totale previsto di nove) con i primi cinque episodi a causa del fallimento della Shin Vision. È stato anche prodotto un gioco per la PlayStation 2, distribuito solo in Giappone.
RahXephon è una serie che riprende e reinterpreta il filone fanta-psicologico inaugurato alcuni anni prima da Neon Genesis Evangelion. La musica costituisce un elemento centrale nella serie animata, dato che RahXephon usa appunto il suono come arma. Numerosi sono anche i riferimenti musicali presenti all'interno di tutto l'anime: per esempio i nomi dei dolem di Mu si rifanno a termini propri della musica. Secondo quanto dichiarato dall'autore, che per la storia si è ispirato anche agli scritti di James Churchward (specialmente per quanto riguarda il personaggio principale), il nome RahXephon deriva dall'associazione di "Rah", l'antica divinità egizia, "X", la variabile dell'indeterminatezza, e "phon", che sta a indicare il suono (il tutto si può anche tradurre come "L'incognito suono del dio").

## Trama
Nell'anno 2012 Ayato Kamina è un adolescente che vive nella città di Tokio Jupier, chiusa in una grossa sfera energetica che rallenta lo scorrere del tempo rispetto al resto del mondo e che fa in modo che gli abitanti vivano in un tempo e una dimensione a parte. Grazie all'incontro con  il maggiore Haruka Shitow del gruppo militare Terra, Ayato, uscendo dalla città chiusa, scoprirà tante verità delle quali era sempre stato tenuto all'oscuro, così come tutti gli altri abitanti di Tokio Jupiter. Verrà a conoscenza dell'esistenza degli invasori multi-dimensionali MU, ma soprattutto sarà in grado, venendo costretto dai militari, di pilotare nelle battaglie l'enigmatico e misterioso robot Raxhephon per contrastare le incursioni dei mostri nemici chiamati Dolem.

## Episodi
| Nº | Titolo italiano Giapponese 「Kanji」 - Rōmaji                                               | In onda           | In onda |
| Nº | Titolo italiano Giapponese 「Kanji」 - Rōmaji                                               | Giapponese        |         |
| 1  | Incursione nella capitale 「首都侵攻 - OVER LORD -」 - Shuto shinkō                         | 21 gennaio 2002   |         |
| 2  | Il risveglio dell'essere divino 「神人目覚める - AWAKENING -」 - Shinjin mezameru           | 28 gennaio 2002   |         |
| 3  | Città di due persone 「二人の街 - Welcome to our town -」 - Futari no machi                 | 4 febbraio 2002   |         |
| 4  | Il proprio orologio 「自分の時計 - Watch the year hand -」 - Jibun no tokei                 | 18 febbraio 2002  |         |
| 5  | Nirai kanai 「ニライカナイ - On Earth As It Is In Heaven -」 - Niraikanai                   | 25 febbraio 2002  |         |
| 6  | Dissappearing city 「消滅都市 - Lost Songs Forgotten Melodies -」 - Shōmetsu toshi          | 4 marzo 2002      |         |
| 7  | The day of gathering 「集まる日 - Phantom In The Cloud -」 - Atsumaru hi                    | 11 marzo 2002     |         |
| 8  | The holy freezing night 「凍る聖夜 - The Dreaming Stone -」 - Kōru seiya                    | 18 marzo 2002     |         |
| 9  | The shrine of time 「時の祠 - SANCTUARY -」 - Toki no hokora                                | 25 marzo 2002     |         |
| 10 | Sonata of recollection 「追憶のソナタ - War In The remembrance -」 - Tsuioku no sonata      | 16 aprile 2002    |         |
| 11 | Ellusive circuit 「虚邪回路 - NightMare -」 - Kyoja kairo                                   | 24 aprile 2002    |         |
| 12 | The black egg 「黒い卵 - Resonance -」 - Kuroi tamago                                       | 1º maggio 2002    |         |
| 13 | First human speciman 「人間標本第1号 - Sleeping Beauty -」 - Ningen hyōhon dai 1-gō         | 8 maggio 2002     |         |
| 14 | The boy in the mirror 「鏡の中の少年 - Time After Time -」 - Kagami no naka no shōnen       | 22 maggio 2002    |         |
| 15 | The night of the children 「子供たちの夜 - Child Hood's End -」 - Kodomo-tachi no yoru      | 29 maggio 2002    |         |
| 16 | Another person's island 「他人の島 - The Moon Princess -」 - Tanin no shima                 | 5 giugno 2002     |         |
| 17 | Return to the maze 「迷宮への帰還 - Ground Zero -」 - Meikyū e no kikan                     | 12 giugno 2002    |         |
| 18 | Memory of the lost city 「蒼き血の絆 - The Memory Of A Lost City -)」 - Aoki chi no kizuna  | 19 giugno 2002    |         |
| 19 | Ticket to nowhere 「ブルーフレンド - Ticket to Nowhere -」 - Burū Furendo                   | 26 giugno 2002    |         |
| 20 | Interested parties 「綾なす人の戦い - Interested Parties -」 - Ayanasu hito no tatakai      | 3 luglio 2002     |         |
| 21 | The mark of the Xephon 「ゼフォンの刻印 - Good Bye My Friend -」 - Zefon no kokuin          | 31 luglio 2002    |         |
| 22 | Mission Jupiter annihilation 「木星消滅作戦 - Down Fall -」 - Mokusei shōmetsu sakusen      | 7 agosto 2002     |         |
| 23 | Eternity from here 「ここより永遠に - Where The Sweet Bird Song -」 - Koko yori towa ni     | 14 agosto 2002    |         |
| 24 | The door to tuning 「調律への扉 - Twin Music -」 - Chōritsu e no tobira                     | 21 agosto 2002    |         |
| 25 | God's uncertain sound 「神の不確かな音 - Deus Ex Machina -」 - Kami no futashika na oto     | 28 agosto 2002    |         |
| 26 | Deep away into infinity 「遙か久遠の彼方 - Time Enough For Love -」 - Haruka kuon no kanata | 10 settembre 2002 |         |

## Colonna sonora
Sigla di apertura
- Hemisphere cantata da Maaya Sakamoto (eps 2-3,5-25)
- Hemisphere (Strumentale) (ep 4)

Sigla di chiusura
- Yume no Tamago (Fledgling Dream) cantata da Ichiko Hashimoto e Mayumi Hashimoto (eps 1-25)
- Before You Know cantata da Ichiko Hashimoto (ep 26)